# Kat Slater
Kathleen "Kat" Slater (apellido de soltera: Moon) es un personaje ficticio de la serie de televisión británica EastEnders, interpretada por la actriz Jessie Wallace del 18 de septiembre de 2000 hasta noviembre del 2004, posteriormente apareció de nuevo en mayo del 2005 y se fue el 25 de diciembre del mismo año. Jessie regresó a la serie el 17 de septiembre de 2010 y aparece hasta ahora.

## Antecedentes
Kat es hija de Charlie y Viv Slater, es hermana de Lynne, Belinda y Maureen. Al inicion Zoe Slater, su hija biológica creía que era su hermana hasta que Kat le reveló que Harry la había violado cuando tenía 13 años y la había dejado embarazada.